# بیگانه (فیلم ۱۹۹۵)
بیگانه (انگلیسی: The Stranger) فیلمی در ژانر رزمی به کارگردانی فریتز کیرش است که در سال ۱۹۹۵ منتشر شد. از بازیگران آن می‌توان به اندرو دیوف، دنی ترخو، فایت مینتون، جینجر لین و کتی لانگ اشاره کرد.